# جزیره ابوموسی
ابوموسی یا بوموسی یکی از جزایر ایران در خلیج‌فارس است که از توابع شهرستان ابوموسی در استان هرمزگان می‌باشد. مساحت ابوموسی که در ۲۶ درجهٔ خط عرض شمالی و در ۵۵ درجهٔ خط طول شرقی واقع شده است، حدود ۱۲ کیلومتر مربع است. فاصله میان این جزیره و جزایر تنب به دلیل عمق مناسب آب، تنها مسیر قابل کشتیرانی برای نفتکش‌های بزرگ است. ابوموسی جنوبی‌ترین جزیره ایرانی خلیج فارس و نزدیک‌ترین آنها به خط استوا است. آب و هوای ابوموسی بسیار گرم، مرطوب و شرجی است و در طول سال تنوع آب و هوایی چندانی تجربه نمی‌کند. ابوموسی دارای فرودگاه و اسکله است. پروازهای مسافری منظمی از بندرعباس به فرودگاه ابوموسی صورت می‌گیرد و همچنین شناورهای مسافری از بندرلنگه هفته‌ای دو تا سه‌بار به این جزیره تردد دارند.
جزیره ابوموسی به‌عنوان یکی از جزایر سه‌گانه ایرانی بخشی از استان هرمزگان در مالکیت و کنترل ایران است؛ با این‌حال، امارات متحده عربی بر آن ادعای مالکیت می‌کند و آن را بخشی از امارت شارجه می‌داند. ایران همواره بر حق حاکمیت بی‌چون و چرا بر این جزیره تأکید کرده است. در حال حاضر اکثریت جمعیت ابوموسی را شهروندان ایران تشکیل می‌دهند و اقلیتی اماراتی در آن زندگی می‌کنند. ایران به‌واسطه سپاه پاسداران انقلاب اسلامی و ارتش ایران در جزیره ابوموسی حضور نظامی دارد. پلیس محلی شارجه از زمان تفاهم‌نامه ۱۹۷۱، پاسگاهی در این جزیره دارد.در آذر ۱۴۰۳ با تصویب دولت سفر به ابوموسی برای همه ایرانیان بدون دعوت نامه ممکن شد و فرماندار جزیره بوموسی اعلام کرد خانه های مسافر، بومگردی و مسافرخانه ها، ظرفیت پذیرش ۱۲۰ گردشگر را دارد

## نام جزیره و ریشه‌شناسی
این جزیره به گویش محلی ساحل‌نشینان کرانه شمالی خلیج فارس، «گَپ سبزو» نامیده می‌شد و تحت حاکمیت بندرلنگه اداره می‌شد. در اصطلاح محلی «گپ» به معنای بزرگ و «سبزو» به معنای سبز است و گپ سبزو به معنای جزیره بزرگ سبز است.
نام رسمی جزیره براساس پایگاه ملی نام‌های جغرافیایی ایران از زیرمجموعه‌های سازمان نقشه‌برداری کشوری، «ابوموسی» است و این نام مصوب هیئت دولت در سال ۱۳۶۱ است. استانداری هرمزگان استفاده از نام «بوموسی» را در اسناد دولتی استان ممنوع ساخته است.
پیشنهادهایی برای تغییر نام رسمی این جزیره به «بوموسی» از جمله در مجلس شورای اسلامی مطرح شده است. همچنین خامنه‌ای معتقد است که این جزیره باید به جای ابوموسی، بوموسی خوانده شود. زهرا پیشگامی‌فرد، استاد جغرافیای سیاسی دانشگاه تهران، می‌گوید که «پیش از ورود انگلیسی‌ها، فردی به نام موسی سبب رونق و آبادانی این جزیره شد و پس از مدتی، نام «بابا موسی» بر جزیره گذاشته شد. «بابا موسی» در زبان محلی جنوبی به «بابو موسی» تغییر پیدا کرد و به‌تدریج با تغییرات دیگر، به آن «بوموسی» می‌گفتند. سپس اعرابی که در زمان انگلیسی‌ها به این جزیره آمدند، به‌دلیل متجانس بودن واژه «بو» و «ابو» نام «بوموسی» را به «ابوموسی» تغییر دادند و کم‌کم استفاده از این واژه رواج یافت و جزیره حتی پس از رفتن انگلیسی‌ها نیز به همین نام باقی ماند.»

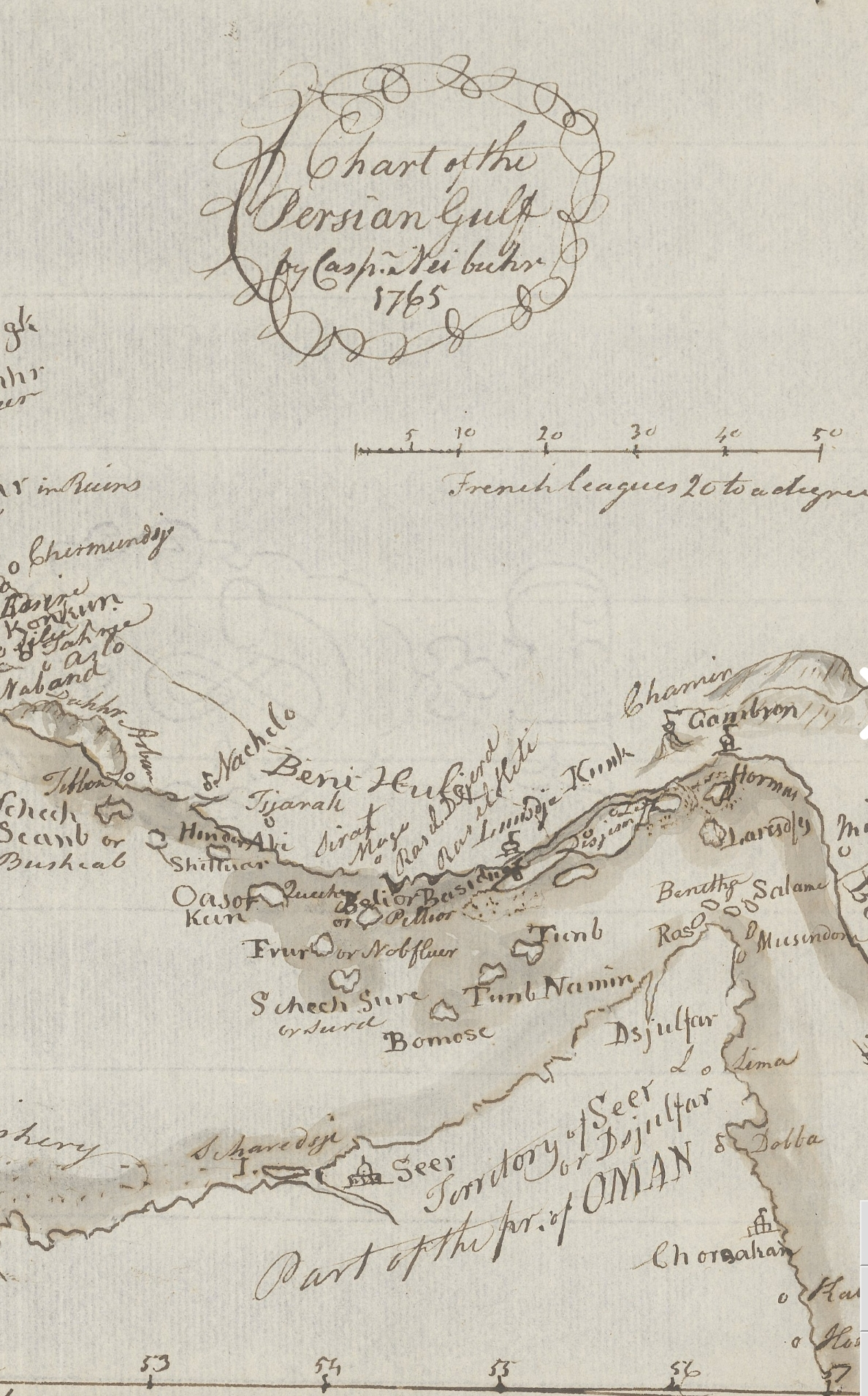
نام بوموس در نقشهٔ Carsten Niebuhr سال ۱۷۶۵، موزه ملی قطر

در نقشه‌ای به نام «خلیج فارس؛ بیشتر به مشاهدات شخصی» که در سال ۱۷۶۵ در پاریس از کارستن نیبور، جهانگرد آلمانی، منتشر شد، نام جزیره با خط آلمانی «بوموس» ذکر شده است. نام «بوموس» با خط انگلیسی در نسخه‌های ترجمه نقشه مذکور درج شده است؛ از جمله در ترجمه کتاب «سفرهایی درون عربستان و سایر کشورها شرق» از نیبور که در دهه ۱۷۹۰ میلادی منتشر شد.
نقشه‌ای به نام «خلیج فارس رسم‌شده در ۱۷۵۸» از جان باتیست بورگنیون دونویل، نقشه‌بردار فرانسوی، در سال ۱۷۷۶ در پاریس منتشر شد؛ در این نقشه نام جزیره، «ابوموسی» ذکر شده است.
نام «بوموسی» در نقشه‌ها، کتب تاریخی و جغرافیای قدیم و جدید کشورها دیده می‌شود. به‌طور نمونه در نقشه‌ای که در سال ۱۹۶۷ توسط دولت شوروی سابق چاپ گردید، نام ایرانی بوموسی برای این جزیره به کار رفته است. نام بوموسی برگرفته از نام یکی از سرداران کریم خان است که پس از حضور در این جزیره نام خود را بر آن نهاده است. انگلیسی‌ها پس از نفوذ در خلیج‌فارس به منظور کنار گذاشتن عناصر ایرانی از این جزیره عنوان «ابوموسی» را برای جزیره به کار بردند.

## تاریخ و مالکیت

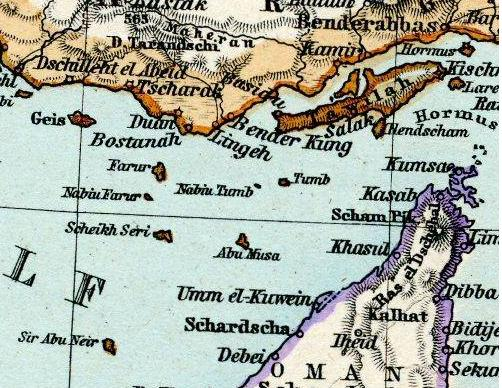
جزایر ابوموسی، تنب بزرگ و کوچک در نقشه ایران و توران در دوره قاجاریه که توسط آدولف اشتیلر ترسیم شده است. رنگ جزایر در نقشه، مالکیت آنها را برای ایران ثابت می‌کند.

حاکمیت ایران بر جزایر ابوموسی، تنب بزرگ و تنب کوچک ریشه در دورهٔ امپراتوری‌های ایلام (تمدن)، ماد، هخامنشی، اشکانی و ساسانی دارد. در این دوران نظم و امنیت ایرانی (persianpax) بر سراسر پهنه آبی خلیج‌فارس و جزایر آن حکم‌فرما بود. جزایر سه‌گانه در سال ۱۹۰۸ به‌طور کامل تحت اشغال بریتانیا به عنوان قیم رسمی امارات متصالحه درآمد اما تا سال ۱۹۷۱ هیچ‌کدام از دولت‌های ایران این اشغال را قبول نداشته و ابوموسی به همراه تنب بزرگ و کوچک در تقسیمات کشوری ایران قرار داشتند.
در سال ۱۹۷۱ میلادی پس از توافق ایران و بریتانیا و پیش از خروج نیروهای نظامی انگلیس از منطقه و تأسیس کشور امارات متحده عربی، ابوموسی به همراه تنب بزرگ و تنب کوچک پس از نزدیک به ۷۰ سال شکایت‌های مداوم دولت ایران علیه اشغال‌گری انگلیس سرانجام به ایران بازگردانده شد. طبق این یادداشت تفاهم ارتش ایران در این جزیره نیرو مستقر کرد و به شارجه اجازه داده شد که یک پاسگاه پلیس محلی در آن‌جا داشته باشد. این موافقت‌نامه منابع انرژی جزیره را بین دو امضاکننده تقسیم کرد. در سال ۱۹۹۲ و پس از خاتمه‌ی جنگ خلیج‌فارس امارات متحده‌ی عربی برخلاف نظر شیخ شارجه و تفاهم‌نامه‌ی ۱۹۷۱ شارجه با ایران در خصوص ابوموسی، اقدام به طرح ادعاهای مالکیت بر جزایر سه‌گانه کرد. این اقدام واکنش دولت ایران را برانگیخت.
شورای عالی امنیت ملی ایران با صدور بیانیه‌ای هشت ماده‌ای بر حق حاکمیت بی‌چون‌وچرای ایران بر جزایر تأکید کرد. در بند هفتم این بیانیه آمده است: «طرح ادعاهای تاریخی در مورد سرزمین‌های ایران، اگرچه همواره به نفع ایران است، ما آن را به هیچ‌وجه به مصلحت امنیت منطقه نمی‌دانیم و تجربه‌ی ادعاهای مشابه از سوی عراق درس عبرتی در این زمینه است».
بسیاری از مورّخان و جغرافی‌نویسان متقدّم اسلامی مانند طبری، مسعودی، ابن حوقل، یعقوبی و مقدّسی، همه‌ی جزایر خلیج‌فارس را متعلّق به ایران دانسته‌اند. بنا بر نوشته‌ی حمداللّه مستوفی در نزهه القلوب جزیره‌های واقع در دریای عمان و دریای پارس، از جمله تنب بزرگ و تنب کوچک، به ایران تعلق دارند.

### یافته‌های باستان‌شناختی
در پائیز ۱۳۹۱ کاوش‌های باستان‌شناسی در مرکز، شرق و غرب جزیره ابوموسی انجام شد و حدود یک سوم این جزیره مورد پوشش قرار گرفت. در نتیجه این تحقیقات، هفت محوطه تاریخی یافت شد. همچنین سفال‌هایی مربوط به دوران ساسانی، ایلخانی، تیموری و صفوی به دست آمد.
جزیره ابوموسی به دلیل موقعیت راهبردی‌اش در خلیج فارس، همواره مورد توجه باستان‌شناسان بوده است. با این حال، انجام کاوش‌های باستان‌شناسی در این جزیره با موانعی روبرو بوده است. اولین گروه باستان‌شناسی در سال ۱۳۵۰ به این جزیره اعزام شد، اما موفق به انجام کاوش نشد. پس از آن نیز تلاش‌های دیگری صورت گرفت، اما تا سال ۱۳۹۱ هیچ گروهی موفق به دریافت مجوز کاوش در این جزیره نشد.
در سال ۱۳۹۱، یک گروه باستان‌شناسی موفق به دریافت مجوز کاوش در جزیره ابوموسی شد. این گروه، هفت محوطه باستانی را در این جزیره شناسایی کرد که در آن‌ها آثاری از دوره‌های مختلف تاریخی، از جمله دوره ایلخانی، دوره تیموری، دوره صفوی و دوره قاجار، یافت شد. از جمله آثار یافت شده در این کاوش‌ها می‌توان به سفال‌های پیش از تاریخ، سفال‌های اسلامی، آب انبار، چاه و یک ساختمان بانک ملی با کاشیکاری‌های زیبا اشاره کرد.
در مرکز این جزیره کوچک مسیر فرودگاه، روستا و ساخت و سازهای نظامی وجود دارد و بلندترین کوه آن حلواست که اجازه نزدیک شدن به آن را نمی‌دهند. اینجا پراکندگی سفال ایلخانی وجود داشته است. جزیره پوشش گیاهی قوی دارد که کار باستان‌شناسی را مشکل می‌کند.
هفت محوطه باستانی در این جزیره شناسایی شده که در اولین محوطه چند تکه سفال و ابزار سنگی به دست آمد ولی در اینکه آنها متعلق به کدام دوره است با تردید می‌توان صحبت کرد. یک محوطه دیگر نزدیک کوه حلواست که سفال‌های پراکنده دارد و بخش عمده آن تسطیح شده است. محوطه بعدی گویاتر است و در آن گونه‌ای از سفال‌های پیش از تاریخ را مشاهده شده از این سفال در سواحل خلیج فارس هم دیده می‌شود. از دور سلجوقی تا قاجار تولید این سفال ادامه داشته است.
محوطه بعدی در بخش مرکزی ابوموسی است که در کنار باغی بود. دهانه آب انباری در آن دیده شده که در شهرهای دیگر هم وجود دارد. وقتی بارندگی زیاد است آب این آب انبار پر می‌شود. یکی از چاه‌های آن همچنان دایر است. اطراف اینها یک نوع سفال سرخ پیدا شده است. انواع سفال‌های چینی و بدل چینی نیز دیده شده است. دو قطعه سفال دیگر نیز یافت شده که با سفال‌های اسلامی متفاوت است.
در محوطه پنجم نوعی سفال وجود دارد که می‌توان گفت مربوط به اواخر ساسانی و صدر اسلام بوده است. اما این مواد فرهنگی با پوشش شدید گیاه و ماسه بادی نرم پوشیده شده‌اند. برخی از سفال‌ها داخل همان سطح وجود دارد. در محوطه ششم ۱۹ قطعه سفال پیدا شد. محوطه هفتم هم سفال‌هایی دارد ولی یک قطعه شبیه سفال‌های هزاره اول خلیج فارس است که روی آن رسوب گرفته و تزئینات رنگی دارد. این سفال در زمره سفال‌های اسلامی قرار نمی‌گیرد. به گفته کارشناسان، شاید سفال نوک‌اژدری شکسته‌ای که در این جزیره پیدا شده به دست دزدان دریای به اینجا رسیده باشد.

## جغرافیا

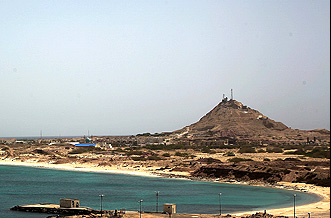
کوه حلوا در ابوموسی

مختصات جزیره ابوموسی بنابر سازمان نقشه‌برداری کشور ′۵۲°۲۵ شمالی، ′۰۱°۵۵ شرقی است. این جزیره در شهرستان ابوموسی در استان هرمزگان قرار دارد. ابوموسی به عنوان جنوبی‌ترین جزیره ایران در خلیج فارس در ۲۲۲ کیلومتری بندرعباس، در ۷۵ کیلومتری بندر لنگه و در ۶۰ کیلومتری شمال شارجه واقع شده است. فاصله جزیره ابوموسی از تنگه هرمز، ۱۶۰ کیلومتر است. این جزیره دارای ارتفاع متوسط از سطح دریا معادل ۴۶ متر بوده و بلندترین نقطه آن کوه حلوا با ارتفاع ۱۱۰ متر است.
جزیره ابوموسی همراه با جزایر تنب بزرگ، تنب کوچک، سیری، فرور بزرگ و فرور کوچک، شهرستان ابوموسی را تشکیل می‌دهد.

### اقلیم
گونه هوایی بسیار گرم، مرطوب و شرجی غالب‌ترین گونه هوایی در جزیره ابوموسی است. این جزیره در طول سال آب و هوای متنوعی را تجربه نمی‌کند و دارای ثبات نسبی است. بارش منحصر به ماه‌های سرد سال است و در این مدت هوا رو به خشکی نسبی می‌گراید. به‌طور کلی گونه‌های هوایی تابستانه در این جزیره بر گونه‌های هوایی زمستانه غلبه دارند.
| داده‌های اقلیم جزیره ابوموسی (۲۰۱۰–۱۹۸۴) | داده‌های اقلیم جزیره ابوموسی (۲۰۱۰–۱۹۸۴) | داده‌های اقلیم جزیره ابوموسی (۲۰۱۰–۱۹۸۴) | داده‌های اقلیم جزیره ابوموسی (۲۰۱۰–۱۹۸۴) | داده‌های اقلیم جزیره ابوموسی (۲۰۱۰–۱۹۸۴) | داده‌های اقلیم جزیره ابوموسی (۲۰۱۰–۱۹۸۴) | داده‌های اقلیم جزیره ابوموسی (۲۰۱۰–۱۹۸۴) | داده‌های اقلیم جزیره ابوموسی (۲۰۱۰–۱۹۸۴) | داده‌های اقلیم جزیره ابوموسی (۲۰۱۰–۱۹۸۴) | داده‌های اقلیم جزیره ابوموسی (۲۰۱۰–۱۹۸۴) | داده‌های اقلیم جزیره ابوموسی (۲۰۱۰–۱۹۸۴) | داده‌های اقلیم جزیره ابوموسی (۲۰۱۰–۱۹۸۴) | داده‌های اقلیم جزیره ابوموسی (۲۰۱۰–۱۹۸۴) | داده‌های اقلیم جزیره ابوموسی (۲۰۱۰–۱۹۸۴) |
| ماه                                     | ژانویه                                  | فوریه                                   | مارس                                    | آوریل                                   | مه                                      | ژوئن                                    | ژوئیه                                   | اوت                                     | سپتامبر                                 | اکتبر                                   | نوامبر                                  | دسامبر                                  | سال                                     |
| --------------------------------------- | --------------------------------------- | --------------------------------------- | --------------------------------------- | --------------------------------------- | --------------------------------------- | --------------------------------------- | --------------------------------------- | --------------------------------------- | --------------------------------------- | --------------------------------------- | --------------------------------------- | --------------------------------------- | --------------------------------------- |
| سابقهٔ بیش‌ترین °C (°F)                   | ۲۷٫۸ (۸۲)                               | ۲۹٫۵ (۸۵)                               | ۳۶٫۰ (۹۷)                               | ۳۹٫۶ (۱۰۳)                              | ۴۱٫۸ (۱۰۷)                              | ۴۲٫۰ (۱۰۸)                              | ۴۵٫۰ (۱۱۳)                              | ۴۱٫۴ (۱۰۷)                              | ۴۳٫۰ (۱۰۹)                              | ۴۳٫۰ (۱۰۹)                              | ۳۵٫۰ (۹۵)                               | ۳۰٫۰ (۸۶)                               | ۴۵٫۰ (۱۱۳)                              |
| میانگین بیش‌ترین °C (°F)                 | ۲۳٫۰ (۷۳)                               | ۲۳٫۹ (۷۵)                               | ۲۵٫۵ (۷۸)                               | ۲۸٫۹ (۸۴)                               | ۳۲٫۵ (۹۱)                               | ۳۴٫۵ (۹۴)                               | ۳۶٫۳ (۹۷)                               | ۳۶٫۷ (۹۸)                               | ۳۵٫۴ (۹۶)                               | ۳۳٫۲ (۹۲)                               | ۲۹٫۶ (۸۵)                               | ۲۵٫۴ (۷۸)                               | ۳۰٫۴۱ (۸۶٫۸)                            |
| میانگین روزانه °C (°F)                  | ۲۰٫۵ (۶۹)                               | ۲۱٫۰ (۷۰)                               | ۲۲٫۹ (۷۳)                               | ۲۶٫۰ (۷۹)                               | ۲۹٫۵ (۸۵)                               | ۳۱٫۶ (۸۹)                               | ۳۳٫۵ (۹۲)                               | ۳۳٫۷ (۹۳)                               | ۳۲٫۳ (۹۰)                               | ۳۰٫۰ (۸۶)                               | ۲۶٫۶ (۸۰)                               | ۲۲٫۷ (۷۳)                               | ۲۷٫۵۳ (۸۱٫۶)                            |
| میانگین کم‌ترین °C (°F)                  | ۱۸٫۰ (۶۴)                               | ۱۸٫۵ (۶۵)                               | ۲۰٫۳ (۶۹)                               | ۲۳٫۱ (۷۴)                               | ۲۶٫۵ (۸۰)                               | ۲۸٫۸ (۸۴)                               | ۳۰٫۶ (۸۷)                               | ۳۰٫۸ (۸۷)                               | ۲۹٫۲ (۸۵)                               | ۲۶٫۸ (۸۰)                               | ۲۳٫۷ (۷۵)                               | ۲۰٫۰ (۶۸)                               | ۲۴٫۶۹ (۷۶٫۵)                            |
| سابقهٔ کم‌ترین °C (°F)                    | ۱۱٫۰ (۵۲)                               | ۸٫۰ (۴۶)                                | ۱۱٫۶ (۵۳)                               | ۱۵٫۸ (۶۰)                               | ۱۹٫۲ (۶۷)                               | ۲۳٫۴ (۷۴)                               | ۲۶٫۲ (۷۹)                               | ۲۶٫۸ (۸۰)                               | ۲۴٫۰ (۷۵)                               | ۱۹٫۰ (۶۶)                               | ۱۷٫۰ (۶۳)                               | ۱۱٫۰ (۵۲)                               | ۸٫۰ (۴۶)                                |
| بارندگی میلی‌متر (اینچ)                  | ۳۰٫۰ (۱٫۱۸)                             | ۲۰٫۱ (۰٫۷۹)                             | ۲۸٫۱ (۱٫۱۱)                             | ۶٫۸ (۰٫۲۷)                              | ۰٫۰ (۰)                                 | ۰٫۰ (۰)                                 | ۰٫۲ (۰٫۰۱)                              | ۰٫۰ (۰)                                 | ۰٫۰ (۰)                                 | ۱٫۶ (۰٫۰۶)                              | ۵٫۸ (۰٫۲۳)                              | ۳۳٫۷ (۱٫۳۳)                             | ۱۲۶٫۳ (۴٫۹۸)                            |
| میانگین روزهای بارندگی (≥ ۱.۰ mm)       | ۲٫۴                                     | ۱٫۹                                     | ۲٫۳                                     | ۰٫۷                                     | ۰٫۰                                     | ۰٫۰                                     | ۰٫۰                                     | ۰٫۰                                     | ۰٫۰                                     | ۰٫۱                                     | ۰٫۸                                     | ۲٫۸                                     | ۱۱٫۰                                    |
| درصد رطوبت                              | ۶۱                                      | ۶۶                                      | ۶۹                                      | ۷۱                                      | ۷۲                                      | ۷۴                                      | ۷۱                                      | ۷۰                                      | ۶۹                                      | ۶۵                                      | ۶۰                                      | ۶۲                                      | ۶۷٫۵                                    |
| میانگین روزانه ساعت‌های تابش آفتاب       | ۲۲۷٫۴                                   | ۲۲۵٫۹                                   | ۲۳۱٫۶                                   | ۲۶۷٫۴                                   | ۳۱۲٫۴                                   | ۳۱۵٫۸                                   | ۲۸۴٫۷                                   | ۲۹۴٫۵                                   | ۲۸۰٫۵                                   | ۲۹۳٫۹                                   | ۲۶۳٫۴                                   | ۲۲۸٫۹                                   | ۳٬۲۲۶٫۴                                 |
| [ نیازمند منبع ]                        |                                         |                                         |                                         |                                         |                                         |                                         |                                         |                                         |                                         |                                         |                                         |                                         |                                         |

### اهمیت راهبردی

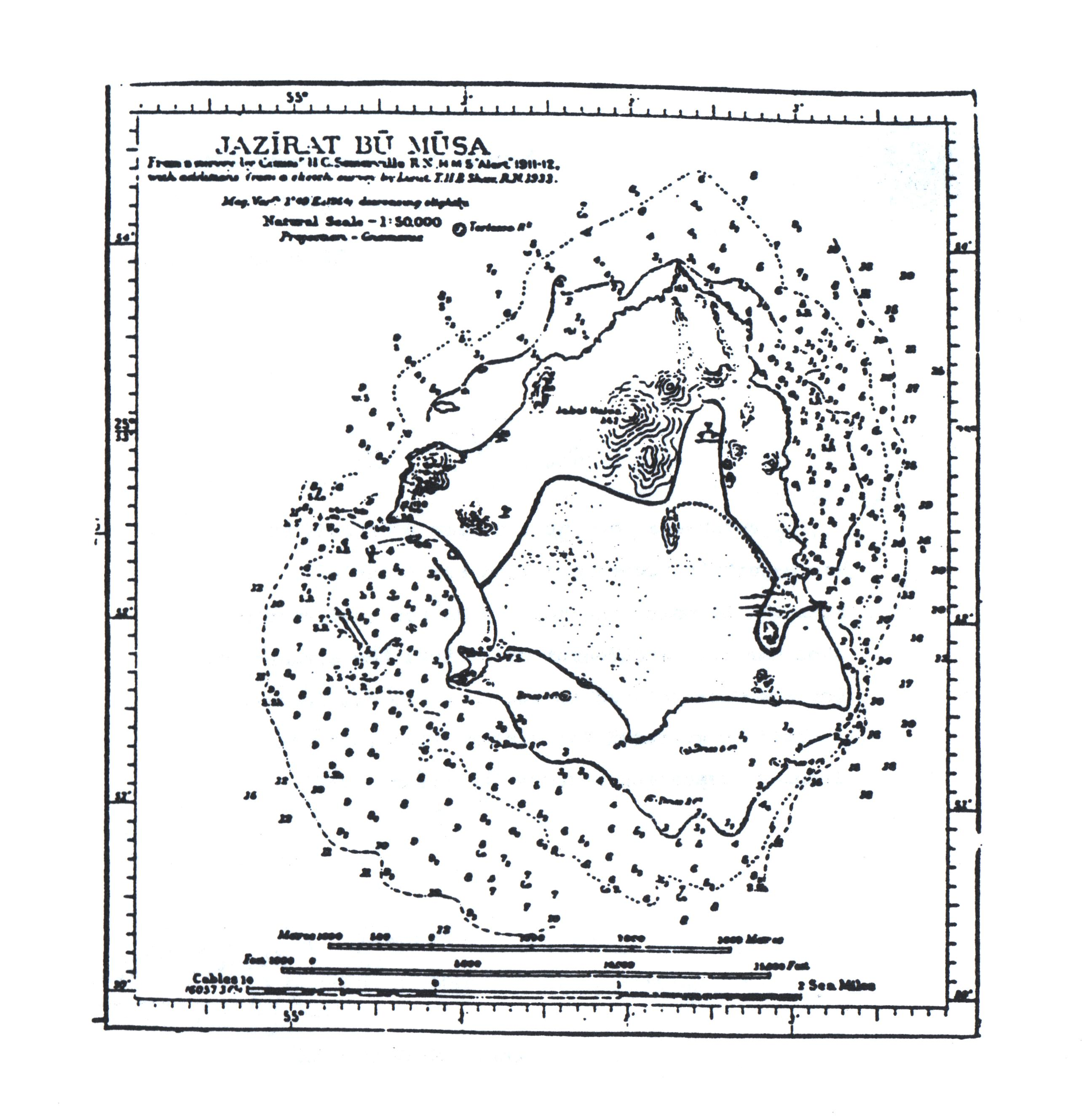
نقشه جزیره بوموسا (Bumusa) که پیوست تفاهم‌نامه ۱۹۷۱ بود.

این جزیره یکی از نقاط مهم راهبردی خلیج‌فارس محسوب شده و در خط زنجیره دفاعی اول ایران در تنگه هرمز قرار دارد. جزیره ابوموسی یکی از مراکز صدور نفت خام کشور است که با ظرفیتی قابل توجه فعالیت می‌کند. ابوموسی به همراه تنب بزرگ و کوچک اهمیت راهبردی بالایی دارند و مالکیت ایران بر بخش قابل ملاحظه‌ای از جنوب خلیج‌فارس و به ویژه تسلط ایران بر تنگه هرمز را تضمین می‌کنند. علاوه بر آن به دلیل عمق مناسب تنها معبر حیاتی عبور نفتکش‌ها و کشتی‌های بزرگ جنگی در محدوده این جزایر قرار دارد.

## جمعیت‌شناسی و سکونت
جمعیت ابوموسی، در سرشماری سال ۱۳۹۵ برابر با ۴۲۱۳ نفر و شامل ۸۵۷ خانوار بوده است. از این جمعیت ۲۷۸۸ نفر مرد و ۱۴۲۵ نفر زن بوده‌اند. اقلیتی از ساکنان ابوموسی شهروند امارات هستند. مقامات شارجه در سال ۲۰۱۳ اعلام کرده‌بودند که در ابوموسی ۳۰۰ اماراتی زندگی می‌کنند. با این‌حال در سرشماری رسمی ۲۰۱۵ امارت شارجه، تعداد اماراتی‌های ساکن در ابوموسی ۴۱ نفر گزارش شد.
ایرانیان در شمال جزیره ابوموسی و اماراتی‌ها در جنوب جزیره زندگی می‌کنند. بیشتر جزیره در اختیار ایران است و شهر ابوموسی در شمال غربی جزیره در بخش ایرانی واقع شده است. شهر ابوموسی مدت‌ها بعد از تسلط ایران بر این جزیره ایجاد شد و قبل از ایجاد شدن آن سکونت دائم در ابوموسی به صورت متمرکز و یکجا کمتر وجود داشت و تنها بخشی از پرسنل نیروی دریایی ایران در پایگاه این نیرو در انتهای غربی جزیره اقامت دائم داشتند. از جمله شهرک‌های مسکونی ایرانیان، شهرک‌های «فرمانداری»، «مروارید» و «صیادان» است. بخش اماراتی را شهرکی کوچک به نام «شهرک ابوموسی» تشکیل می‌دهد، که از طریق شناورهای دریایی با خاک امارات در ارتباط است. هم ایران و هم امارات به دنبال توسعه جمعیت خود در این جزیره بوده‌اند.
اتباع امارات حق تردد به بخش ایرانی جزیره و اتباع ایران حق تردد به بخش اماراتی آن را ندارند و فقط در موارد اضطراری چنین ترددهایی ممکن است. ساکنان اماراتی جزیره در صورتی که بیش از شش ماه از جزیره خارج شده باشند، حق بازگشت به آن ندارند. همچنین این افراد برای ماهی‌گیری در آب‌های اطراف جزیره ابوموسی نیاز به دریافت مجوز از اداره شیلات ایران دارند.

## سیاست و امور اجرایی
ابوموسی تحت کنترل ایران است و دارای شهرداری و فرمانداری ایرانی است. همچنین دستگاه قضایی و میراث فرهنگی ایران در این جزیره حضور دارند. امور نظامی ابوموسی به‌طور عمده برعهده سپاه پاسداران انقلاب اسلامی است اگرچه ارتش ایران نیز در این جزیره حضور دارد. تجهیزات نظامی ایران در ابوموسی شامل مواردی چون توپخانه، موشک ضدکشتی، پدافند هوایی و تانک است. علاوه بر حضور نظامی ایران، پلیس محلی شارجه امارات در این جزیره یک پاسگاه دارد.

## مواضع ایران و امارات در مورد مالکیت

### موضع ایران
ایران معتقد است که حاکمیت آن بر ابوموسی به‌طور دائم و قطعی اعاده شده و بحثی در این مورد وجود ندارد. ایران اعلام کرده که تنها برای رفع «سوءتفاهم» حاضر به مذاکره است. از نظر ایران تفاهم‌نامه با شارجه تنها نشانه حسن نیت ایران نسبت به اقلیت شارجه‌ای ابوموسی است. سیاست ایران در طول دهه‌های اخیر افزایش تدریجی حضور در ابوموسی بوده است؛ به همین دلیل، ایران به ایجاد تأسیسات اداری، نظامی، خدماتی، اقتصادی و آموزشی گسترده جزیره پرداخته است. بیشتر این تأسیسات که در طول دهه ۸۰ شمسی ایجاد شده‌اند، اهداف سیاسی داشته و جنبه نمادین دارند. ایران همچنین به ساخت منازل سازمانی در ابوموسی ادامه داده است.
مقامات دولتی و نظامی ایران همواره بر حاکمیت ایران بر ابوموسی تأکید کرده و به این جزیره سر می‌زنند. امیر عباس هویدا، نخست‌وزیر وقت ایران، در سخنرانی خود در مجلس ملی ایران در مورد بازپس‌گیری جزایر سه‌گانه در سال ۱۳۵۰ گفت: «دولت شاهنشاهی ایران به هیچ وجه من‌الوجوه از حق سلطه و حاکمیت مسلم خود بر سراسر جزیره ابوموسی صرف‌نظر نکرده و نخواهد کرد و بنابراین حضور مأموران محلی [شارجه] در قسمتی از جزیره ابوموسی نباید به هیچ عنوان منافی یا متناقض با این سیاست اعلام‌شده تعبیر و تلقی شود.» اکبر هاشمی رفسنجانی در سال ۱۳۷۱ گفت که امارات برای گرفتن جزایر سه‌گانه از ایران باید از «دریای خون» بگذرد. محمود احمدی‌نژاد در سخنرانی خود درسال ۱۳۹۱ در ابوموسی گفت: «مردم این جزیره باید با همکاری دولت، جزیره ابوموسی را به نگین خلیج فارس تبدیل کنند.» محمدعلی جعفری، فرمانده وقت سپاه پاسداران، در بازدید از ابوموسی در ۱۳۹۷ گفت: «جزیره ابوموسی قلب تپنده ایران اسلامی است، دشمنان بدانند که این جزایر جزء لاینفک ایران اسلامی بوده و رزمندگان ما از وجب به وجب آن مانند ناموس خود دفاع می‌کنند.»
در خیابان‌ها و بوستان‌های از نام‌های ایرانی استفاده شده است از جمله بلوار اصلی این جزیره که «بلوار خلیج فارس» و بلوارهای دیگری با اسمی ایرانی وجود دارد. همچنین اماکن دیگری مثل کتابخانه عمومی و استادیوم ورزشی این جزیره «شهدای خلیج فارس» نام‌گذاری شده است.

### موضع امارات
از نظر امارات متحده عربی، دولت ایران ابوموسی را پس از خروج بریتانیا اشغال کرده است و از آن به همراه جزایر تنب بزرگ و تنب کوچک تحت عنوان «جزایر اماراتی اشغالی» یاد می‌کند. امارات منکر توافق شفاهی میان بریتانیا و ایران در مورد تنب‌ها است و در سال ۱۹۹۲ برای نخستین بار پیشنهاد احاله اختلاف به دیوان بین‌المللی لاهه را مطرح نمود.

#### اعتراض امارات از اقدام ایران در گشایش دو دفتر دریایی
امارات متحده عربی از اقدام ایران در گشایش دو دفتر دریایی در جزیره ابوموسی به سازمان ملل متحد شکایت کرد و این اقدام تهران را نقض تفاهم نامه دو کشور خوانده است.
به گزارش خبرگزاری رسمی امارات، وام، دولت امارات متحده عربی در نامه ای به بان کی‌مون، دبیرکل سازمان ملل نوشته است: «اقدام غیر مشروع ایران در بازگشایی دفاتر دریایی در جزیره ابو موسی نقض یادداشت تفاهم امضا شده و تلاشی به منظور تغییر وضعیت قانونی این جزیره است.»
پس از خروج بریتانیا از منطقه در سال ۱۹۷۱ و براساس توافقنامه ای که در این سال به امضا رسید مالکیت جزایر تنب کوچک و بزرگ و ابوموسی به ایران واگذار شد. در آن سال ۱۹۷۱ ایران یک روز پیش از آنکه امارات از تحت الحمایگی بریتانیا خارج شود، براساس توافق سه جانبه با امیر نشین شارجه و بریتانیا نیروهای خود را در جزیره ابوموسی مستقر کرد.
اما در سال‌های گذشته، امارات و کشورهای حاشیه خلیج فارس اعلام کرده‌اند که این جزایر متعلق به امارات است.
ایران می‌گوید که حاضر است برای رفع سوء تفاهم با امارات مذاکره کند، اما امارات خواستار حضور یک میانجی در مذاکره است.
سعاده انور عثمان الباروت، نماینده امارات در سازمان ملل متحد، روز پنجشنبه، متن نامه به دبیرکل سازمان ملل را در مقر این سازمان توزیع کرد.
در ادامه نامه امارات به دبیرکل سازمان ملل آمده است: «این تفاهم نامه نه به ایران حق حاکمیتی بر این جزیره یا بر بخشی از آن می‌دهد و نه برای ایران حق استقرار سازوکار امنیتی قائل است.»
تلویزیون دولتی ایران مرداد ماه گذشته اعلام کرده بود که تهران دفاتری را برای ثبت کشتی‌ها و امور دریایی در جزیره ابوموسی تأسیس کرده است.
به دنبال اعلام این خبر، امارات متحده عربی کاردار ایران در ابوظبی را احضار و به این اقدام ایران اعتراض کرد.
حسن قشقاوی سخنگوی وزارت امور خارجه ایران در واکنش به اعتراض امارات، ضمن تأکید بر ایرانی بودن جزیره ابوموسی اعلام کرد: «جمهوری اسلامی ایران همواره اعلام کرده است که هرگونه سوء تفاهم در مورد ترتیبات اجرائی در جزیره ابوموسی در چارچوب یادداشت تفاهم ۱۹۷۱ و براساس گفت وگوی دو جانبه قابل حل است.»
پس از آن عبدالرحمان العطیه، دبیرکل شورای همکاری خلیج فارس هم در بیانیه ای اقدام ایران را محکوم کرد و گفت، جزیره‌های تنب بزرگ، تنب کوچک و ابو موسی متعلق به امارات متحده عربی است و توسط ایران اشغال شده‌اند.
سه جزیره ابوموسی، تنب بزرگ و تنب کوچک در دهانه تنگه هرمز قرار دارند و علاوه بر موقعیت استراتژیک، به دلیل این که کشتی‌های نفتکش به علت کم عمق بودن خلیج فارس تنها باید از مسیر میان این جزیره‌ها عبور کنند، موقعیت ویژه ای دارند.
چهار کشور عرب منطقه پس از استقلال امارات در اوایل دهه ۷۰ میلادی، در نامه ای به شورای امنیت سازمان ملل، بر جزایر ابوموسی، تنب بزرگ و کوچک ادعای مالکیت کردند و خواستار رسیدگی سازمان ملل به این ادعا شدند.
اما شورای امنیت در دسامبر ۱۹۷۱ درخواست امارات را از دستور کار خود خارج کرد و رسیدگی به آن را نپذیرفت.
از سال ۱۹۹۲ این جزایر باردیگر مورد ادعای ارضی امارات متحده قرار گرفته است.
ایران همواره ادعای امارات را رد کرده است و این جزایر را جزئی جداناپذیر از خاک خود دانسته است

## زندگی

### حمل و نقل

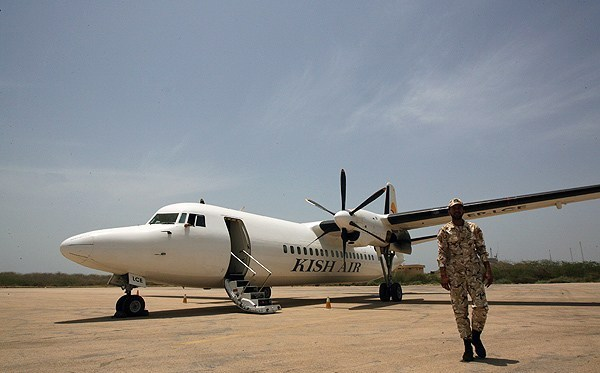
هواپیمایی در فرودگاه ابوموسی

فرودگاه جزیره ابوموسی در سال ۱۳۷۳ افتتاح شد. هر هفته حداقل دو پرواز مسافری از بندرعباس، مرکز استان هرمزگان، به این فرودگاه انجام می‌شود. همچنین پروازهای نظامی و ویژه به صورت موردی از تهران و بندرعباس به این جزیره صورت می‌گیرد. هزینه پروازهای مسافری را استانداری هرمزگان تأمین می‌کند.
شناورهای مسافری از بندر لنگه ماهی چهار بار به این جزیره تردد می‌کنند که مدت زمان آن حدود دو ساعت است. سپاه پاسداران در زمینه تردد دریایی به استانداری هرمزگان کمک می‌کند. همچنین کشتی‌های مسافری متعلق به امارات به بندر شارجه دررفت‌وآمد هستند که شهروندان اماراتی ابوموسی را در عرض یک ساعت و نیم منتقل می‌کنند. از میان وسایل نقلیه عمومی در این جزیره اتوبوس و مینی‌بوس و ایستگاه‌های آن‌ها وجود دارد.

### آموزش

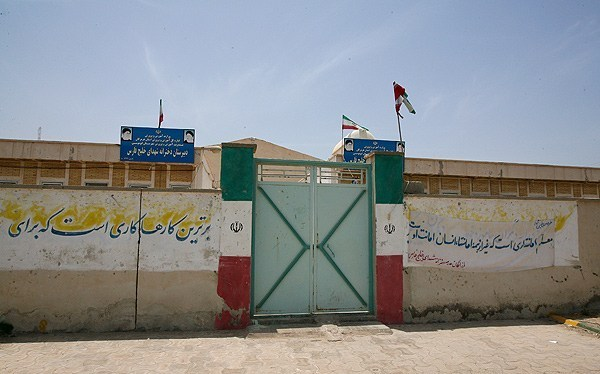
دبیرستان «شهدای خلیج فارس» در ابوموسی

ابوموسی مدارسی در سطوح پیش‌دبستانی، دبستان، دوره متوسطه اول و دوره متوسطه دوم دارد. شعبه‌هایی از دانشگاه پیام نور و دانشگاه آزاد در جزیره ابوموسی قرار دارند که به ترتیب در سال‌های ۱۳۸۶ و ۱۳۹۲ افتتاح شدند. خوابگاه و تردد هوایی و دریایی دانشجویان به این جزیره «رایگان» است و دانشجویان بدون آزمون به رشته‌های تحصیلی وارد می‌شوند.
سطوح درسی دانشگاه‌های ابوموسی، کارشناسی و کارشناسی ارشد است. تا به‌حال رشته‌هایی چون کامپیوتر، حسابداری، ادبیات فارسی، مهندسی محیط زیست، حقوق دریایی، جهانگردی و مدیریت بازرگانی در دانشگاه‌های این جزیره تدریس شده است. در سال ۱۳۹۴، به ادعای رئیس دانشگاه پیام نور هرمزگان ۶۰۰ دانشجو در ۱۰ رشته کارشناسی و ۲ رشته کارشناسی ارشد در شعبه ابوموسی این دانشگاه تحصیل می‌کردند.
براساس مصوبه شورای عالی انقلاب فرهنگی در سال ۱۳۸۷، داوطلبان کنکور از اهالی ابوموسی دارای سهمیه برای دانشگاه‌های استان هرمزگان هستندو ۴۰ درصد از ظرفیت پذیرش رشته‌های تحصیلی دانشگاه‌های استان هرمزگان، به این داوطلبان اختصاص دارد. ملاک استفاده از این سهمیه، سکونت مستمر سه‌ساله در ابوموسی است.

### فرهنگ و امور مذهبی
بخش‌هایی از دوره هفتم جشنواره بین‌المللی شعر فجر در جزیره ابوموسی برگزار شد. همایش سینمایی «دور از سایه» در مورد سینمای تجربی در سال ۱۳۹۱ در این جزیره برگزار شد. همایش «شعر خلیج فارس» در سال ۱۳۹۲ در این جزیره برگزار شد. برگزاری نماز جمعه در جزیره ابوموسی با حضور امام جمعه دائم از سال ۱۴۰۰ آغاز شد.

### بهداشت
جزیره ابوموسی دارای یک مرکز درمانی به نام بیمارستان پارس ابوموسی زیر مجموعه دانشگاه علوم پزشکی هرمزگان است. این جزیره در برخی زمینه‌های بهداشتی دچار کمبود تجهیزات و نیروی انسانی است؛ از میان می‌توان به فقدان تجهیزات بیماران اورژانسی، سی‌سی‌یو، آی‌سی‌یو، سی‌تی‌اسکن، تجهیزات آزمایشگاهی و بخش زنان زایمان اشاره کرد. همچنین این جزیره با کمبود پزشک متخصص رو به رو است. درنتیجه ساکنان برای برآورده‌کردن برخی نیازهای خود به بندرلنگه یا بندرعباس سفر می‌کنند. در سال ۱۳۹۷ یک پایگاه امدادی مربوط به هلال احمر ایران در این جزیره افتتاح شد.
با آغاز دنیاگیری کروناویروس در ایران، فرودگاه ابوموسی توسط وزارت بهداشت مورد نظارت و غربالگری قرار گرفت. همچنین شناورهای مسافری به این جزیره تحت غربالگری قرار گرفت و با ۵۰ درصد ظرفیت به فعالیت خود ادامه داد. در ۱۹ خرداد ۱۳۹۹ اعلام شد که ابوموسی تنها نقطه وضعیت سفید و بی‌خطر ایران از نظر کروناویروس است و در ۳۰ تیر اعلام شد که این وضعیت در جزیره ابوموسی ادامه یافت‌است.

### ارتباطات
جزیره بوموسی تحت پوشش اپراتورهای تلفن‌همراه ایرانی و اماراتی قرار دارد. اینترنت نسل سوم و چهارم همراه از سال ۱۳۹۵ در این جزیره برقرار شد.
شبکه‌های صدا و سیمای جمهوری اسلامی از سال ۱۳۹۱ به صورت دیجیتال در این جزیره در دسترس قرار گرفته و دفتر خبری صدا و سیما در این جزیره تأسیس شده است. همچنین از سال ۱۳۹۱ دفتر خبرگزاری ایسنا در این جزیره افتتاح شد. تلفن‌های ثابت بوموسی تحت شرکت مخابرات استان هرمزگان بوده و پیش‌شماره آن «۰۷۶۳۵۶» است. کد پستی بوموسی بنابر شرکت ملی پست ایران، «۷۹۵۹۱» است.

### آب و برق
در حال حاضر آب جزیره ابوموسی از طریق دستگاه‌های آب‌شیرین‌کن تأمین می‌شود، که توسط شبکه‌های توزیع آب به اماکن انتقال می‌یابد. برق جزیره ابوموسی توسط دو نیروگاه تأمین می‌شود که در مجموع دارای ظرفیت ۲۴ مگاواتی هستند. در گذشته مشکل بزرگ این جزیره کمبود آب بوده است که از ۲۰ حلقه چاه و زمانی هم با تانکر تأمین می‌شده است. به علت همین کم‌آبی کشاورزی و دامداری چندانی در جزیره جریان ندارد و فعالیت کشاورزی آن محدود به بهره‌برداری از نخلستان‌ها است.

## اقتصاد
ساختار اشتغال ابوموسی نشان می‌دهد که بخش عمومی و دولتی غالب است و سهم بخش خصوصی از اشتغال در آن کم است؛ پس می‌توان نتیجه گرفت که اقتصاد این جزیره تا به‌حال برای بخش خصوصی جذابیت لازم جهت سرمایه‌گذاری را نداشته است. در ادوار مختلف ابوموسی مورد توجه دولت‌ها بوده است و سرمایه‌گذاری‌هایی مقطعی درزمینه زیرساخت‌های فیزیکی واقتصادی صورت گرفته است اما به دلیل عدم استمرار سرمایه‌گذاری‌ها، برخی زیرساخت‌ها مستعمل و دچار فرسودگی شده‌اند. با این‌حال سرمایه‌گذاران خصوصی مشمول معافیت‌های سود بازرگانی و مالیاتی تولید و ماشین آلات، زمین ارزان، آب و برق رایگان می‌شوند. به دلیل وسعت کوچک جزیره امکان اختصاص زمین برای کاربری صنعتی کم است. همچنین دوری از سرزمین اصلی ایران، سختی حمل و نقل مواد اولیه و کمبود نیروی انسانی از عواملی هستند که امکان توسعه کارخانه‌ای و صنعتی را در این جزیره پائین می‌آورند. با وجود به موقعیت جغرافیایی و محیطی ابوموسی، اولویت‌های توسعه به صنایع شیلات و صیادی داده شده است.
در زمینه معادن، محدودیت‌ها بیشتر از بخش صنعت است و معادن موجود برای بهره‌برداری در مقیاس صنعتی توجیه اقتصادی ندارند. همچنین دغدغه حفظ محیط زیست نیز در برابر توسعه معادن قرار گرفته است، چراکه اکوسیستم ابوموسی حساس است. در زمینه صنایع کوچک اما فعالیت‌هایی در زمینه بسته‌بندی شیلات، بسته‌بندی آب، تولید دستمال کاغذی و کنسروسازی در شهرستان ابوموسی با تأکید بر جزیره ابوموسی صورت گرفته است. بخشی از این واحدهای صنعتی توسط بخش خصوصی راه‌اندازی شده است. ساکنان ابوموسی مجوز واردات خودرو بدون تعرفه گمرکی دارند.
ترابری باری دریایی از بندرعباس به ابوموسی در طی ۲۲۰ کیلومتر انجام می‌شود. هفته‌ای یک بار لندی‌کراف به‌صورت چارتر تردد نموده و خودرو، بار پیمانکاری و مواد غذایی و مایحتاج عمومی ساکنان را جابه‌جا می‌کند.

### شیلات و امور دریایی
آب‌های مجاور بوموسی به‌دلیل عمق مساعد و وجود صخره‌های مرجانی از نظر انواع ماهی و آبزیان دریایی جز مناطق پرتراکم محسوب می‌شوند و بیشتر مواقع سال، قابلیت صید در آن‌ها وجود دارد. مردم بومی ابوموسی به صید ماهی اشتغال دارند. ابوموسی دارای پتانسیل در زمینه پرورش ماهیان آکواریومی، مرجان، اسفنج‌ها، لابستر، سنگ سبز، خیار دریایی و جلبک‌های دریایی است، اما هنوز سرمایه‌گذاری لازم در آن صورت نگرفته است. توسعه شیلات در این جزیره امکان اسکان جمعیت پایدار بدون وابستگی به نهادهای دولتی را فراهم خواهد ساخت. بندرگاه بوموسی قابلیت پهلوگیری شناورهای باری، دریایی، صیادی و لندینگ کرافت را دارد.
اداره شیلات هرمزگان در سال ۱۳۹۱ تعداد فعالان صیادی بوموسی را ۳۰۰ نفر و در سال ۱۳۹۵ تعداد شناورهای صیادی ابوموسی را ۷۳ فروند اعلام کرد.
تا به‌حال مواردی از قاچاق سوخت و قاچاق کالا در لنج‌های صیادی بوموسی گزارش شده است، که مورد توقیف قرار گرفته‌اند.

### گردشگری

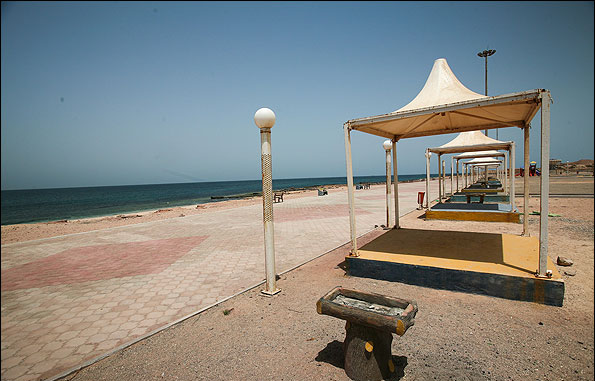
پلاژ ساحلی ابوموسی

بوموسی در دهه ۱۹۸۰ میلادی، حضور گردشگرانی را از کشورهای عربی خلیج فارس تجربه کرد، اما در دهه ۱۹۹۰ میلادی با کنترل بیشتر ایران بر جزیره این روند متوقف شد. این جزیره در سال ۱۳۹۱ با هدف افزایش گردشگران توسط دولت ایران، «منطقه نمونه گردشگری» اعلام شد. قریب به اتفاق  بازدیدکنندگان این جزیره آشنایان و مهمان ساکنان هستند یا در قالب مأموریت اداری به این جزیره می‌آیند.
بوموسی به‌طور معمول به عنوان جزیره‌ای نظامی شناخته‌شده است که در کنار آن جمعیت بومی نیز حضور دارند. به دلیل راهبردی بودن دارای محدودیت برای ورود است و ورود افراد غیر مقیم به بوموسی نیاز به مجوز دارد. مجوز مذکور از فرمانداری بوموسی، اداره میراث فرهنگی استان هرمزگان، اداره کل عمران جزایر و سپاه پاسداران قابل دریافت است. همچنین افراد غیرمقیم به دعوت ساکنان قابلیت سفر به این جزیره را دارند. بوموسی هتل ندارد و اسکان گردشگران در مجتمع‌های بومگردی و مهمانسراهای متعلق به ارگان‌های دولتی صورت می‌گیرد. همچنین این جزیره از جهت گردشگری چندان توسعه پیدا نکرده است و بخش از سواحل در اختیار نیروهای نظامی است که بازدید گردشگر از آن‌ها ممنوع است. پروژه‌های ساخت هتل و اسکله گردشگری در این جزیره آغاز شده اما به بهره‌برداری نرسیده است.